# Nieuwe Erven
Nieuwe Erven zijn gebieden in de Nederlandse provincie Noord-Brabant die uit gemeenschappelijke woeste gronden verkocht zijn om ze te ontginnen. Het woord erve komt uit het Middelnederlands en heeft daarin onder meer de betekenis van een stuk grond dat vererfbaar is.

## Geschiedenis

### Voorgeschiedenis
In de Middeleeuwen hadden met name in het Hertogdom Brabant inwoners van dorpen het gebruiksrecht op woeste gronden die bij hun dorp lagen, zonder daarvoor te hoeven betalen. Die gronden werden aangeduid als de gemeynt en waren in het bezit van de hertog. Het gebruik van de gemeynt was onontbeerlijk voor de toenmalige landbouw. Vanaf de 13e eeuw verkocht de hertog van Brabant op veel plaatsen de gemeynt aan de inwoners van het dorp. Het dorpsbestuur kreeg bij de koop toestemming om zoveel grond ter ontginning uit de gemeynt te verkopen, als nodig was om met de opbrengst daarvan de koopsom en de jaarlijkse cijns te kunnen betalen.  Daartoe volstond de verkoop van een klein aantal erven. Ook op de uitgegeven erven rustte een cijns.

### Nieuwe Erven
Als het dorpsbestuur gronden uit de gemeynt wilde verkopen voor andere doeleinden, was een speciale toestemming nodig van de hertog of diens rechtsopvolger. Op verzoek kon deze een octrooi tot verkoop verlenen. Het ging dan doorgaans om verkopen waaruit grote uitgaven moesten worden bekostigd, zoals de aanleg van vestingwerken, het aflossen van (oorlogs)schulden of het noodzakelijk onderhoud van kerken. Het kon ook zijn dat er dringend behoefte was aan extra landbouwgrond om de toenemende dorpsbevolking te kunnen voeden. Er werden in deze gevallen grotere gebieden verkocht, van vele tientallen hectaren. De zo uitgegeven gebieden werden aangeduid als de Nieuwe Erven.

### Tijd van de Republiek der Verenigde Nederlanden
Na de Vrede van Münster waren in Staats-Brabant de Staten-Generaal en de Raad van State de rechtsopvolgers van de hertog van Brabant. Een verzoek om octrooi tot verkoop te verlenen werd door deze instanties beoordeeld. Een criterium dat aanvankelijk door de Raad van State gehanteerd werd bij het beoordelen van een verzoek om nieuwe erven uit te mogen geven, was dat de vervreemding een gemeenschappelijk en maatschappelijk doel moest dienen. Later kwamen daar ook overwegingen van economische aard bij. Dat was bijvoorbeeld het geval bij het octrooi voor verkoop van gronden uit de gemeynt van Lieshout in 1751.

## Huidige situatie
De term Nieuwe Erven leeft in de huidige tijd nog voort als straatnaam of als naam van een woonwijk, zoals in Diessen, Eindhoven, Goirle, Haaren, Heesch, Liempde en Molenschot.